# Quasi-Park Narodowy Kita-Nagato Kaigan
Quasi-Park Narodowy Kita-Nagato Kaigan (jap. 北長門海岸国定公園 Kita-Nagato Kaigan Kokutei Kōen) – quasi-park narodowy na Honsiu (Honshū), w Japonii.
Park obejmuje tereny usytuowane w prefekturze Yamaguchi, o obszarze 123,84 km².. Do parku należą wyspy: Tsuno-shima, Ōmi-shima.
Park jest klasyfikowany jako chroniący krajobraz (kategoria V) według IUCN.
Obszar ten został wyznaczony jako quasi-park narodowy 1 listopada 1955. Podobnie jak wszystkie quasi-parki narodowe w Japonii, jest zarządzany przez samorząd lokalny prefektury.

## Galeria

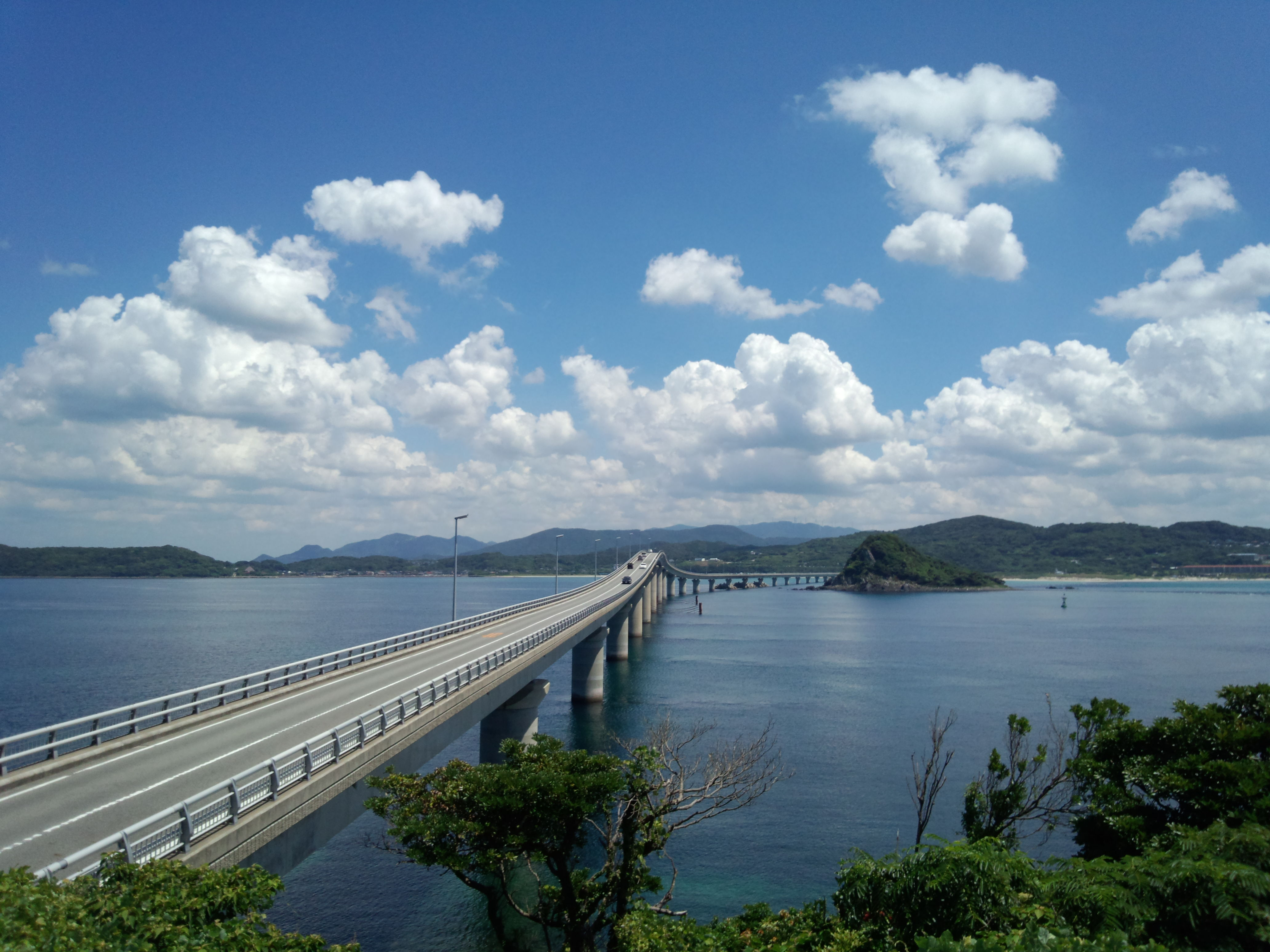
Most Tsuno-shima Ōhashi w Shimonoseki sfotografowany od strony wyspy w kierunku lądu
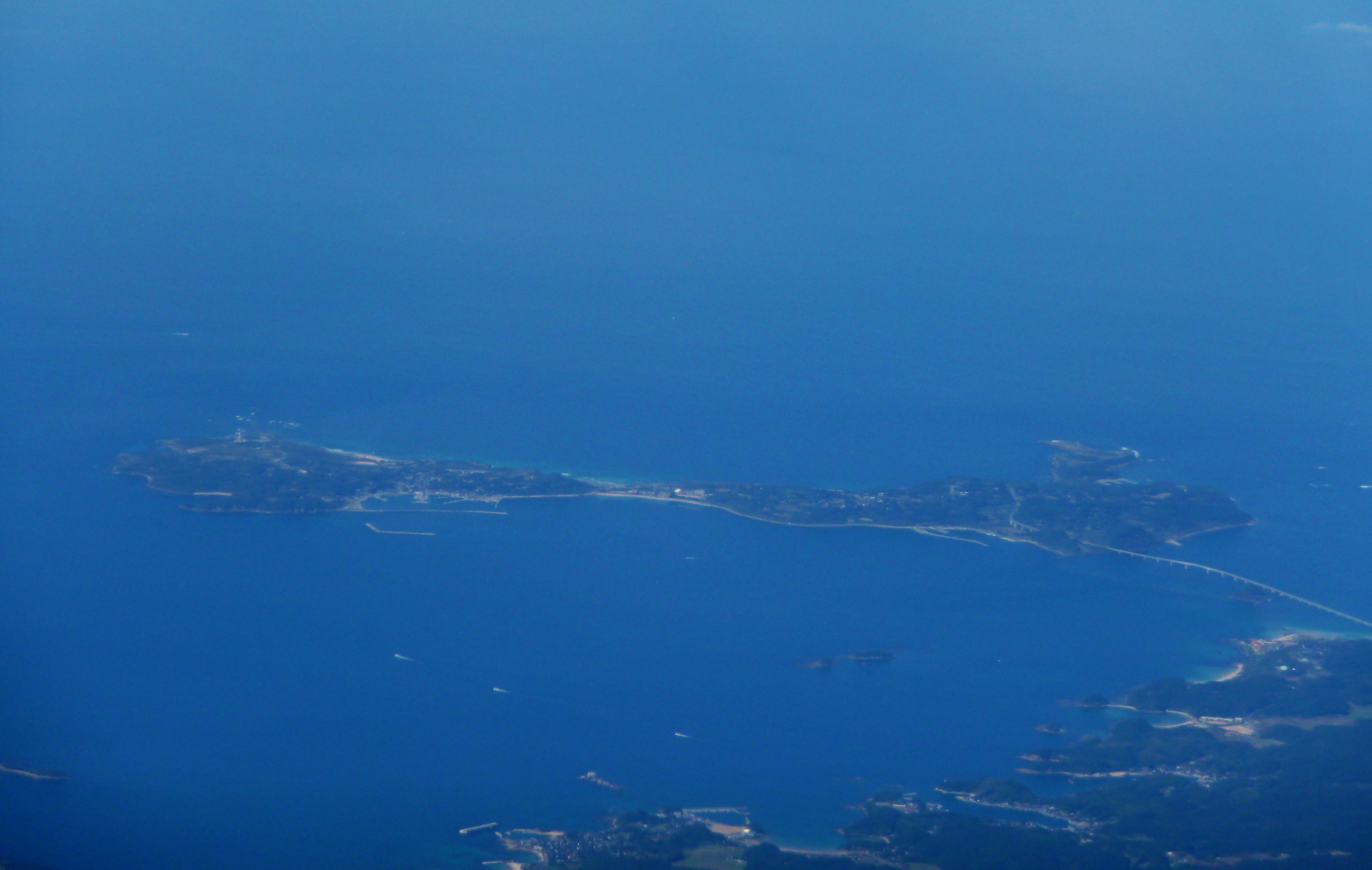
Tsuno-shima
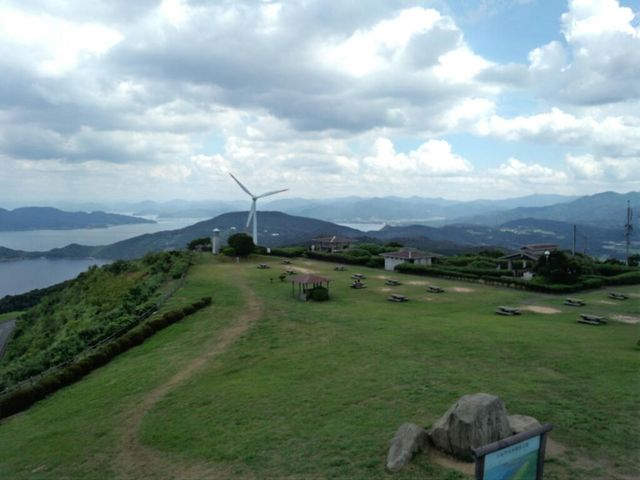
Punkt widokowy na płaskowyżu Senjōjiki